# Железничка станица Братоножићи
Железничка станица Братоножићи је једна од железничких станица на прузи Београд—Бар. Налази се насељу Лутово у Главном граду Подгорици. Пруга се наставља у једном смеру ка Биочу и у другом према Лутову. Железничка станица Братоножићи састоји се из 3 колосека.

## Повезивање линија
- Пруга Београд—Бар